# 倒马关乡
倒马关乡，是中华人民共和国河北省保定市唐县下辖的一个乡镇级行政单位，即倒马关所在。

## 行政区划
倒马关乡下辖以下地区：
倒马关村、大石峪村、南上沟村、南下沟村、夹子村、东庄子村、柳家沟村和上城口村。